# Hospitalskyrkan, Linköping
Hospitalskyrkan var en kyrkobyggnad i Linköping. Den låg på hospitalsområdet söder om Hospitalstorget.

## Kyrkobyggnaden
Kyrkobyggnaden uppfördes 1771 och revs 1897. Kyrkan var i sin tur en av Johan III beordrad ombyggnad av det bernhardinerkloster som fram till reformationen fanns på platsen.
1870 anmärkte statistiska centralbyrån att det fortfarande hölls gudstjänster i hospitalskyrkan.

## Hospitalpredikanter
| Ämbetstid | Namn                      | Levnadstid | Övrigt                                                                   |
| --------- | ------------------------- | ---------- | ------------------------------------------------------------------------ |
| 1527      | Joannes Sollare           |            | Senare kyrkoherde i Näsby församling.                                    |
| 1570      | Werno Svenonis            |            |                                                                          |
| 1593      | Johannes Achonis          |            |                                                                          |
| 1597–1601 | Petrus Christophori       | –1601      |                                                                          |
| 1602–1605 | Ragvaldus Clementis       | –1612      | Senare kyrkoherde i Vårdsbergs församling.                               |
| 1634      | Laurentius                | –1634      |                                                                          |
| 1635–1642 | Olaus Olai Forsilius      | –1642      |                                                                          |
| 1643–1660 | Daniel Ranzochius         |            | Senare kyrkoherde i Kättilstads församling.                              |
| 1660–1668 | Jonas Andreæ Gudhemius    | –1681      |                                                                          |
| 1669      | Elias Amberni             |            | Senare kyrkoherde i Hägerstads församling.                               |
| 1689–1697 | Haquinus Caroli Enekind   | 1640–1697  |                                                                          |
| 1698–1704 | Germund Landström         | 1651–1706  |                                                                          |
| 1705–1710 | Benedictus Berzelius      | 1654–1710  | Även hospitalssyssloman.                                                 |
| 1710      | Petrus Björn              |            | Även hospitalssyssloman. Senare kyrkoherde i Vena församling.            |
| 1718–1730 | Andreas Aurelius          | 1665–1740  | Även hospitalssyssloman. Senare kyrkoherde i Östra Tollstads församling. |
| 1730–1753 | Matthias Kylander         | 1696–1753  |                                                                          |
| 1753–1762 | Jonas Sundelin            | 1721–1805  | Senare kyrkoherde i Östra Stenby församling.                             |
| 1762–1766 | Magnus Sundelin           | 1715–1766  |                                                                          |
| 1766      | Johan Strandberg          |            | Senare kyrkoherde i Västra Stenby församling.                            |
| 1770–1778 | Nicolaus Duværus          | 1743–1778  |                                                                          |
| 1778      | Daniel Lindhagen          |            | Senare kyrkoherde i Askeby församling.                                   |
| 1785      | Johan Rothstein           |            | Senare kyrkoherde i Vireda församling.                                   |
| 1788      | Olof Liedholm             |            | Senare kyrkoherde i Östra Stenby församling.                             |
| 1792      | Johan Apelberger          |            | Senare kyrkoherde i Ingatorps församling.                                |
| 1801      | Per Anders Stenkula       |            | Senare kyrkoherde i Ringarums församling.                                |
| 1816      | Jacob Abrahamsson         |            | Senare kyrkoherde i Vikingstads församling.                              |
| 1819      | Johan Gustaf Nordwall     |            | Senare kyrkoherde i Örberga församling.                                  |
| 1823      | Samuel Gustaf Örtengren   |            | Senare kyrkoherde i Horns församling.                                    |
| 1834      | Lars de Rees              |            | Senare slottspredikant i församlingen.                                   |
| 1835      | Johan Fredrik Grewell     |            | Senare kyrkoherde i Klockrike församling.                                |
| 1842      | Otto Wilhelm Hjohlmanson  |            | Senare kyrkoherde i Kullerstads församling.                              |
| 1849      | Wilhelm Lidberg           |            | Senare kyrkoherde i Hovs församling.                                     |
| 1855      | Frans Napoleon Andersson  |            | Senare kyrkoherde i Slaka församling.                                    |
| 1859      | Johan Fredrik Landerstedt |            | Senare kyrkoherde i Mogata församling.                                   |
| 1862      | Klas Johan Cnattingius    |            | Senare kyrkoherde i Gistads församling.                                  |
| 1867–1868 | Andreas Peter Fries       |            | Senare kyrkoherde i Varvs församling.                                    |
| 1868      | Per Nilsson Kallander     |            | Senare kyrkoherde i Säby församling.                                     |
| 1870–1873 | Andreas Peter Fries       |            | Senare kyrkoherde i Varvs församling.                                    |
| 1873      | Bror Albin Hildebrand     |            | Senare fängelspredikant i församlingen.                                  |
| 1880      | Olof Nordsjö              |            | Senare domkyrkosyssloman i församlingen.                                 |

- 1697 – Bengt Sandelius

### Hospitalsysslomän
| Ämbetstid | Namn                 | Levnadstid | Övrigt                                                        |
| --------- | -------------------- | ---------- | ------------------------------------------------------------- |
| –1638     | Ingolf Bengtsson     |            |                                                               |
| –1681     | Jöns Knutsson        | –1681      |                                                               |
| –1697     | Israel Månsson       |            |                                                               |
|           | Johannes Wetterström | 1665–1706  |                                                               |
| 1706–1710 | Benedictus Berzelius | 1654–1710  | Även hospitalspredikant                                       |
| 1710      | Petrus Björn         |            | Även hospitalspredikant. Senare kyrkoherde i Vena församling. |
| 1718      | Andreas Aurelius     |            | Även hospitalspredikant                                       |
| 1753–1794 | Anders Aschan        | 1723–1794  |                                                               |

- 1685–1693 Claudius Benedicti Bruzæus
- 1793–1795 Carl Gustaf Clevander
- cirka 1798–cirka 1806 Nils Gustaf Flygelholm